# Championnat de Corée du Sud de baseball
Le Championnat de Corée du Sud de baseball de la KBO est une compétition annuelle professionnelle de baseball en Corée du Sud. La première édition se tient en 1982 avec six équipes, auxquelles se sont ajoutées deux nouvelles formations en 1990. Chaque équipe porte le nom de l'entreprise ou conglomérat qui la contrôle dans le style japonais. La saison se conclut par les Séries de Corée du Sud, remportée en 2023 par les LG Twins.

## Histoire
Le premier match s'est joué le 27 mars 1982 entre les Samsung Lions et les MBC Blue Dragons (aujourd'hui LG Twins) au Dongdaemun Stadium de Séoul. Lors de la saison inaugurale, les six équipes étaient :
- les Samsung Lions à Daegu
- les Kia Tigers à Gwangju
- les Lotte Giants à Busan
- les MBC Blue Dragons à Séoul
- les OB Bears à Daejeon
- les Sammy Superstars à Incheon

En 1985, les Sammy Superstars deviennent les Cheongbo Pintos. En 1986, la ligue ajoute une septième équipe avec la création des Binggeurae Eagles à Daejeon. Les OB Bears déménagent à Séoul et partagent le Jamsil Baseball Stadium avec les MBC Blue Dragons.
En 1988, les Cheongbo Pintos changent une nouvelle fois de propriétaire et deviennent les Taepyeongyang Dolphins. En 1990, les Ssangbangul Raiders deviennent la huitième équipe de la ligue. Ils représentent la région du Jeolla du Nord. La même année, les MBC Blue Dragons changent de nom pour devenir les LG Twins.
Trois changements de propriétaires ont lieu dans les années 1990 :
- en 1993, les Binggeurae Eagles deviennent les Hanwha Eagles,
- en 1995, les Taepyeongyang Dolphins deviennent les Hyundai Unicorns,
- en 1999, les OB Bears deviennent les Doosan Bears.

En 1999, la ligue est divisée en deux groupes, mais le système est abandonné après deux saisons. La saison 2000 voit une nouvelle redistribution des équipes : les Hyundai Unicorns partent d'Incheon pour Suwon, pendant que les SK Wyverns prennent leur place à Incheon. Les Ssangbangul Raiders disparaissent de la ligue qui compte alors huit équipes. Le dernier changement concerne les Haitai Tigers en 2001 qui changent de sponsor pour devenir les Kia Tigers. En 2008, les Hyundai Unicorns changent une nouvelle fois de propriétaire et deviennent les Woori Heroes. Mais les Woori Heroes changent de nom sans le sponsor et deviennent les Heroes en août 2008.

## Les équipes actuelles
| Équipe        | Ville    | Titres |
| ------------- | -------- | ------ |
| Kia Tigers    | Gwangju  | 11     |
| Samsung Lions | Daegu    | 8      |
| Doosan Bears  | Séoul    | 7      |
| SSG Landers   | Incheon  | 4      |
| Lotte Giants  | Busan    | 2      |
| LG Twins      | Séoul    | 3      |
| Hanwha Eagles | Daejeon  | 1      |
| Kiwoom Heroes | Séoul    | 0      |
| NC Dinos      | Changwon | 0      |
| KT Wiz        | Suwon    | 0      |

## Palmarès
| Année | Champion         |
| ----- | ---------------- |
| 1982  | OB Bears         |
| 1983  | Haitai Tigers    |
| 1984  | Lotte Giants     |
| 1985  | Samsung Lions    |
| 1986  | Haitai Tigers    |
| 1987  | Haitai Tigers    |
| 1988  | Haitai Tigers    |
| 1989  | Haitai Tigers    |
| 1990  | LG Twins         |
| 1991  | Haitai Tigers    |
| 1992  | Lotte Giants     |
| 1993  | Haitai Tigers    |
| 1994  | LG Twins         |
| 1995  | OB Bears         |
| 1996  | Haitai Tigers    |
| 1997  | Haitai Tigers    |
| 1998  | Hyundai Unicorns |
| 1999  | Hanwha Eagles    |
| 2000  | Hyundai Unicorns |
| 2001  | Doosan Bears     |
| 2002  | Samsung Lions    |
| 2003  | Hyundai Unicorns |
| 2004  | Hyundai Unicorns |
| 2005  | Samsung Lions    |
| 2006  | Samsung Lions    |
| 2007  | SK Wyverns       |
| 2008  | SK Wyverns       |
| 2009  | Kia Tigers       |
| 2010  | SK Wyverns       |
| 2011  | Samsung Lions    |
| 2012  | Samsung Lions    |
| 2013  | Samsung Lions    |
| 2014  | Samsung Lions    |
| 2015  | Doosan Bears     |
| 2016  | Doosan Bears     |
| 2017  | Kia Tigers       |
| 2018  | SK Wyverns       |
| 2019  | Doosan Bears     |
| 2020  | NC Dinos         |
| 2021  | KT Wiz           |
| 2022  | SSG Landers      |
| 2023  | LG Twins         |